# Улу-Юл
Улу́-Юл (рос. Улу-Юл) — селище у складі Первомайського району Томської області, Росія. Адміністративний центр Улу-Юльського сільського поселення.
Стара назва — Улуюл.

## Населення
Населення — 1432 особи (2010; 1369 у 2002).
Національний склад (станом на 2002 рік):
- росіяни — 94 %